# 第73回東京優駿
第73回東京優駿（だい73かいとうきょうゆうしゅん）は、2006年（平成18年）5月28日に東京競馬場で施行された競馬競走である。
メイショウサムソンが皐月賞と日本ダービーの二冠を達成での優勝を果たした。

## レース施行時の状況
同年の皐月賞では、前年のJRA賞最優秀2歳牡馬となった朝日杯フューチュリティステークスの覇者フサイチリシャール、弥生賞馬アドマイヤムーン、セレクトセールで3億3千万円の最高落札価格馬で皐月賞前まで無敗の4連勝を挙げていたフサイチジャンクに注目が集まっていた。人気もこれらの馬が集めていたが、優勝したのはスプリングステークスを勝ったメイショウサムソンであった。
続く東京優駿は、これらの馬に加え青葉賞馬アドマイヤメインや、同世代では2歳時から評価の高かったマルカシェンクも、京都新聞杯での復帰から続いて参戦するレースとなった。その中でメイショウサムソンが1番人気に支持された。当日の東京競馬場の天候は晴天ながら、馬場コンディションはやや重と発表された。
出走馬18頭のうち、17頭は栗東所属馬で、美浦所属馬で東京優駿出走に漕ぎ着けたのはジャリスコライトただ1頭であった。 

### トライアルの結果
第13回青葉賞
| 着順 | 競走馬名           | 性齢 | 騎手     | タイム | 着差      |
| ---- | ------------------ | ---- | -------- | ------ | --------- |
| 1    | アドマイヤメイン   | 牡3  | 武豊     | 2:25.3 |           |
| 2    | マイネルアラバンサ | 牡3  | 佐藤哲三 | 2:26.0 | 4馬身     |
| 3    | エイシンテンリュー | 牡3  | 蛯名正義 | 2:26.2 | 1.1/4馬身 |

プリンシパルステークス
| 着順 | 競走馬名           | 性齢 | 騎手         | タイム | 着差 |
| ---- | ------------------ | ---- | ------------ | ------ | ---- |
| 1    | ヴィクトリーラン   | 牡3  | 蛯名正義     | 2:00.2 |      |
| 2    | トップオブツヨシ   | 牡3  | 池添謙一     | 2:00.3 | 1/2  |
| 3    | トーセンシャナオー | 牡3  | グレン・ボス | 2:00.3 | クビ |

### トライアル以外の主な前哨戦の結果
第54回京都新聞杯
| 着順 | 競走馬名         | 性齢 | 騎手     | タイム | 着差 |
| ---- | ---------------- | ---- | -------- | ------ | ---- |
| 1    | トーホウアラン   | 牡3  | 藤田伸二 | 2:14.8 |      |
| 2    | アペリティフ     | 牡3  | 岩田康誠 | 2:14.8 | クビ |
| 3    | マイネルポライト | 牡3  | 本田優   | 2:14.9 | 3/4  |

## 出走馬と枠順

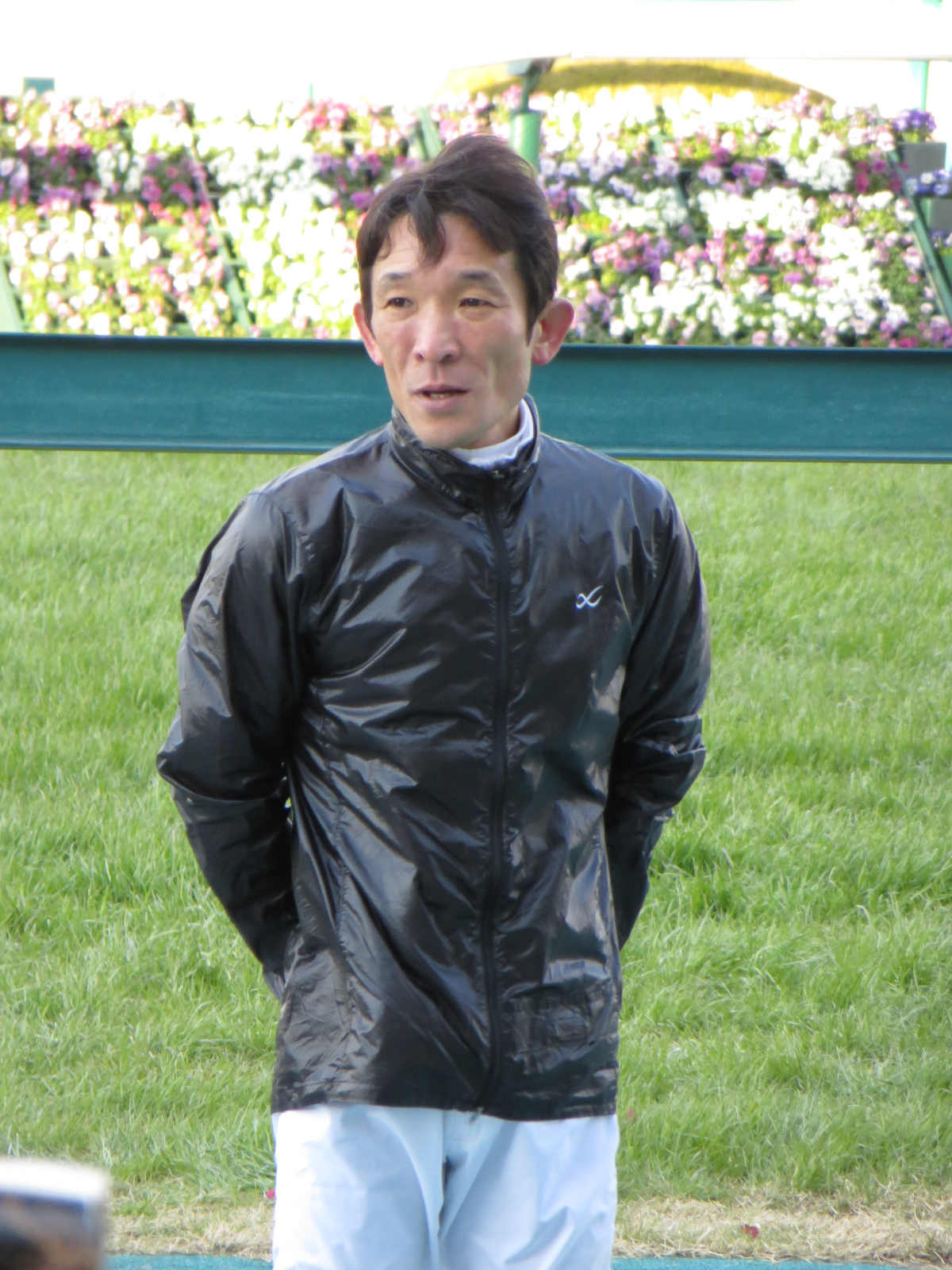
勝利騎手・石橋守
（2013年2月24日）

| 枠番 | 馬番 | 競走馬名           | 性齢 | 騎手         | オッズ        | 調教師     |
| ---- | ---- | ------------------ | ---- | ------------ | ------------- | ---------- |
| 1    | 1    | スーパーホーネット | 牡3  | 川田将雅     | 170.7（18人） | 矢作芳人   |
| 1    | 2    | メイショウサムソン | 牡3  | 石橋守       | 3.8（1人）    | 瀬戸口勉   |
| 2    | 3    | ロジック           | 牝3  | 幸英明       | 46.3（11人）  | 橋口弘次郎 |
| 2    | 4    | マルカシェンク     | 牡3  | 福永祐一     | 7.6（5人）    | 瀬戸口勉   |
| 3    | 5    | トーホウアラン     | 牡3  | 藤田伸二     | 34.2（9人）   | 藤原英昭   |
| 3    | 6    | アドマイヤメイン   | 牡3  | 柴田善臣     | 6.4（4人）    | 橋田満     |
| 4    | 7    | フサイチリシャール | 牡3  | グレン・ボス | 34.7（10人）  | 松田国英   |
| 4    | 8    | パッシングマーク   | 牡3  | 北村宏司     | 152.5（16人） | 浅見秀一   |
| 5    | 9    | サクラメガワンダー | 牡3  | 内田博幸     | 12.5（6人）   | 友道康夫   |
| 5    | 10   | アドマイヤムーン   | 牡3  | 武豊         | 5.9（3人）    | 松田博資   |
| 6    | 11   | ヴィクトリーラン   | 牡3  | 安藤勝己     | 100.7（12人） | 田所清広   |
| 6    | 12   | アペリティフ       | 牡3  | 和田竜二     | 108.5（13人） | 坪憲章     |
| 7    | 13   | トップオブツヨシ   | 牡3  | 池添謙一     | 142.8（15人） | 鶴留明雄   |
| 7    | 14   | ジャリスコライト   | 牡3  | 横山典弘     | 13.9（8人）   | 藤沢和雄   |
| 7    | 15   | ドリームパスポート | 牡3  | 四位洋文     | 13.0（7人）   | 松田博資   |
| 8    | 16   | ナイアガラ         | 牡3  | 小牧太       | 159.8（17人） | 池江泰郎   |
| 8    | 17   | フサイチジャンク   | 牡3  | 岩田康誠     | 5.5（2人）    | 池江泰寿   |
| 8    | 18   | エイシンテンリュー | 牡3  | 蛯名正義     | 123.6（14人） | 坂口正則   |

## レース結果

### レース展開
レースはアドマイヤメインが先頭。4番手の内コースにメイショウサムソン。フサイチジャンク、アドマイヤムーン、マルカシェンク、ドリームパスポートは後方から10番手以降に待機。ペースはスローペースで推移。向正面でヴィクトリーランが競走中止となるアクシデントが発生するが、他の17頭に影響はなく、淡々とレースは流れる。4コーナー直線手前で各馬が動き出すと、内コースに入れたメイショウサムソンが外へと持ち出す。そして17頭直線での叩き合いとなった。最後の直線では先頭のアドマイヤメインに、メイショウサムソンが馬体を合わせるとこの2頭の叩き合い。この2頭に追従する馬は皆無で、そのままの叩き合いはメイショウサムソンが押さえて1着入線。2着にアドマイヤメイン、3着に後方待機のドリームパスポート。2番人気に支持されたフサイチジャンクと3番人気に支持されたアドマイヤムーンは掲示板に乗ることなく、見せ場無いままレースを終えた。

### レース着順
| 着順 | 馬番 | 枠番 | 競走馬名           | タイム | 着差      | 上3F |
| ---- | ---- | ---- | ------------------ | ------ | --------- | ---- |
| 1    | 2    | 1    | メイショウサムソン | 2:27.9 |           | 35.1 |
| 2    | 6    | 3    | アドマイヤメイン   | 2:28.0 | クビ      | 35.4 |
| 3    | 15   | 7    | ドリームパスポート | 2:28.3 | 2馬身     | 34.9 |
| 4    | 4    | 2    | マルカシェンク     | 2:28.3 | クビ      | 35.1 |
| 5    | 3    | 2    | ロジック           | 2:28.5 | 1.1/4馬身 | 35.4 |
| 6    | 12   | 6    | アペリティフ       | 2:28.7 | 1.1/2馬身 | 35.8 |
| 7    | 10   | 5    | アドマイヤムーン   | 2:28.8 | 3/4       | 35.4 |
| 8    | 7    | 4    | フサイチリシャール | 2:29.0 | 1.1/4馬身 | 36.2 |
| 9    | 5    | 3    | トーホウアラン     | 2:29.2 | 1馬身     | 36.3 |
| 10   | 9    | 5    | サクラメガワンダー | 2:29.2 | クビ      | 36.0 |
| 11   | 17   | 8    | フサイチジャンク   | 2:29.4 | 1.1/4馬身 | 36.1 |
| 12   | 18   | 8    | エイシンテンリュー | 2:29.5 | 3/4       | 35.8 |
| 13   | 8    | 4    | パッシングマーク   | 2:29.6 | 3/4       | 36.2 |
| 14   | 14   | 7    | ジャリスコライト   | 2:29.9 | 1.3/4馬身 | 36.5 |
| 15   | 1    | 1    | スーパーホーネット | 2:30.6 | 4馬身     | 37.4 |
| 16   | 13   | 7    | トップオブツヨシ   | 2:30.6 | クビ      | 37.9 |
| 17   | 16   | 8    | ナイアガラ         | 2:31.0 | 2.1/2馬身 | 37.6 |
| 18   | 11   | 6    | ヴィクトリーラン   | 中止   |           |      |

#### データ
| 1000m通過タイム     | 62.5秒（アドマイヤメイン）   |
| 上がり4ハロン       | 47.3秒                       |
| 上がり3ハロン       | 35.3秒                       |
| 優勝馬上がり3ハロン | 35.1秒                       |
| 最速上がり3ハロン   | 34.9秒（ドリームパスポート） |

### 払戻
| 単勝式 | 2      | 380円    |
| 複勝式 | 2      | 150円    |
| 複勝式 | 6      | 220円    |
| 複勝式 | 15     | 280円    |
| 枠連   | 1-3    | 1,080円  |
| 馬連   | 2-6    | 1,120円  |
| ワイド | 2-6    | 400円    |
| ワイド | 2-15   | 680円    |
| ワイド | 6-15   | 1,170円  |
| 馬単   | 2-6    | 2,110円  |
| 3連複  | 2-6-15 | 3,420円  |
| 3連単  | 2-6-15 | 12,650円 |

## 達成された記録
- メイショウサムソンの調教師、瀬戸口勉はネオユニヴァースに続く皐月賞と東京優駿の二冠の馬を輩出。
- 小倉競馬場デビューの競走馬が東京優駿を制覇したのは初めて。

## テレビ・ラジオ中継
- 日本放送協会（NHK）
  - 実況：岩佐英治
  - 解説：柴田政人（調教師）
- フジテレビ
  - 実況：塩原恒夫
  - 解説：岡部幸雄（元JRA騎手）
  - 勝利ジョッキーインタビュー：吉田伸男